# Ковязино
Ковязино — исчезнувшая деревня в городском округе город Шахунья Нижегородской области.

## Общая физико-географическая характеристика
Географическое положение
По автомобильным дорогам расстояние до областного центра города Нижнего Новгорода составляет 280 км, до административного центра города Шахунья — 21 км. Абсолютная высота 131 метр над уровнем моря.
Часовой пояс
Ковязино, как и вся Нижегородская область, находится в часовой зоне МСК (московское время). Смещение применяемого времени относительно UTC составляет +3:00.